# Mahatha
Mahatha é um género de crustáceo da família Gecarcinucidae.
Este género contém as seguintes espécies:
- Mahatha helaya
- Mahatha iora
- Mahatha lacuna
- Mahatha ornatipes
- Mahatha regina